# Motiongate Dubai
Motiongate Dubai est un parc à thème inspiré par l'univers du Cinéma situé à Dubaï, aux Émirats arabes unis. Il est composé de quatre zones thématiques basées sur 13 licences de DreamWorks Animation, Sony Pictures, Lionsgate et Les Schtroumpfs,. Le parc a ouvert officiellement le 16 décembre 2016.

## Ouverture
Motiongate Dubai fait partie du projet Dubai Parks and Resorts. La date d'ouverture du parc initiale était prévue le 31 octobre 2016, en même temps que Legoland Dubai, mais a été repoussé de quelques semaines pour finalement ouvrir au public le 16 décembre 2016.

## Le parc d'attractions
Le parc est divisé en cinq zones thématiques :
- Studio Central
- Columbia Pictures
- Smurfs Village
- DreamWorks
- Lionsgate

## Attractions

### Montagnes russes
- Capitol Bullet Train - Montagnes russes lancées de Mack Rides sur le thème des films Hunger Games (ouvert en 2017)[4].
- Dragon Gliders - Montagnes russes inversées de Mack Rides sur le thème du film Dragons et Dragons 2 (ouvert en 2016).
- The Green Hornet: High Speed Chase - Montagnes russes assises de Gerstlauer sur le thème du film The Green Hornet (ouvert en 2016).
- John Wick: Open Contract - Montagnes russes quadridimensionnelles de S&S - Sansei Technologies sur le thème de la franchise John Wick (ouverture prévue en 2022).
- Madagascar Mad Pursuit - Montagnes russes lancées de Gerstlauer sur le thème du film Madagascar (ouvert en 2016).
- Now You See Me: High Roller - Montagnes russes tournoyantes de Maurer sur le thème du film Insaisissables (ouverture prévue en 2022).
- Smurfs Village Express - Montagnes russes junior de Gerstlauer sur le thème des Schtroumpfs (ouvert en 2016).

### Parcours scéniques
- Ghostbusters: Battle for New York - Parcours scénique interactif sur le thème du film Ghostbusters (ouvert en 2016).
- Hotel Transylvania - Parcours scénique sur le thème du film Hotel Transylvanie (ouvert en 2016).
- Shrek's Merry Fairy Tale Journey - Parcours scénique inspiré du film Shrek.
- Smurfs Studio Tours - Parcours scénique sur le thème des Schtroumpfs (ouvert en 2016).

### Autres attractions
- Camp Viking - Aire de jeux aquatique
- Cloudy With A Chance Of Meatballs - River Expedition - Rivière en bouées sur le thème du film Tempête de boulettes géantes.
- Flint's Imagination Lab - Aire de jeux
- Kung Fu Panda Academy - Spectacle
- Kung Fu Panda: Unstoppable Awesomeness - Cinéma 4D
- Melman – Go - Round - Carrousel de Concept 1900 sur le thème du film Madagascar
- Lagaan - Carrousel de Concept 1900 sur le thème des films de Bollywood
- Mr. Ping's Noodle Fling - Tasses
- Panem Aerial Tour - Simulateur (prévu en 2017)
- Penguin Air
- Smurfberry Factory - Aire de jeux
- Smurfs Village Playhouse - Spectacle
- Step Up Dubai, All In! - Spectacle
- Swamp Celebration - Rockin' Tug
- The Swinging Viking - Bateau à bascule
- Underworld 4D - Cinéma 4D
- Woodland Play Park - Aire de jeux
- Zombieland Blast-off - Tour de chute inspirée de l'univers du film Bienvenue à Zombieland (ouvert en 2016).